# Кулоновская волновая функция

График нерегулярной кулоновской функции G, построенный от 0 до 20 при наличии взаимодействий отталкивания и притяжения (построено в Mathematica 13.1)

График регулярной кулоновской функции на комплексной плоскости

В математике кулоновская волновая функция — это решение уравнения для кулоновских функций, названного в честь Шарля Огюстена де Кулона. Кулоновские функции используются для описания поведения заряженных частиц в кулоновском потенциале и могут быть записаны в терминах конфлюэнтных гипергеометрических функций или функций Уиттекера комплексного аргумента.

## Уравнение для кулоновских функций
Уравнение для кулоновских функций для заряженной частицы массы {\displaystyle m} представляет собой уравнение Шрёдингера в кулоновском потенциале
{\displaystyle \left(-\hbar ^{2}{\frac {\nabla ^{2}}{2m}}+{\frac {Z\hbar c\alpha }{r}}\right)\psi _{\vec {k}}({\vec {r}})={\frac {\hbar ^{2}k^{2}}{2m}}\psi _{\vec {k}}({\vec {r}})\,,}
где {\displaystyle Z=Z_{1}Z_{2}} — произведение зарядов частицы и источника поля (в единицах элементарного заряда, {\displaystyle Z=-1} для атома водорода), {\displaystyle \alpha } — постоянная тонкой структуры и {\displaystyle \hbar ^{2}k^{2}/(2m)} — энергия частицы. Решение данного уравнения (т. е. сами кулоновские функции) можно найти, решая уравнение в параболических координатах
{\displaystyle \xi =r+{\vec {r}}\cdot {\hat {k}},\quad \zeta =r-{\vec {r}}\cdot {\hat {k}}\qquad ({\hat {k}}={\vec {k}}/k)\,.}
В зависимости от граничных условий решение принимает различный вид. В частности, решениями уравнения являются функции
{\displaystyle \psi _{\vec {k}}^{(\pm )}({\vec {r}})=\Gamma (1\pm i\eta )e^{-\pi \eta /2}e^{i{\vec {k}}\cdot {\vec {r}}}M(\mp i\eta ,1,\pm ikr-i{\vec {k}}\cdot {\vec {r}})\,,}
где {\displaystyle M(a,b,z)\equiv {}_{1}\!F_{1}(a;b;z)} — конфлюэнтная гипергеометрическая функция, {\displaystyle \eta =Zmc\alpha /(\hbar k)}, а {\displaystyle \Gamma (z)} — гамма-функция. Здесь использованы граничные условия
{\displaystyle \psi _{\vec {k}}^{(\pm )}({\vec {r}})\rightarrow e^{i{\vec {k}}\cdot {\vec {r}}}\qquad ({\vec {k}}\cdot {\vec {r}}\rightarrow \pm \infty )\,,}
соответствующие ориентированным вдоль вектора {\displaystyle {\vec {k}}} плосковолновым асимптотическим состояниям, которые отвечают соответственно моментам до и после приближения частицы к источнику поля в начале координат. Функции {\displaystyle \psi _{\vec {k}}^{(\pm )}} связаны между собой соотношением
{\displaystyle \psi _{\vec {k}}^{(+)}=\psi _{-{\vec {k}}}^{(-)*}\,.}

### Разложение по парциальным волнам
Волновую функцию {\displaystyle \psi _{\vec {k}}({\vec {r}})} можно разложить по парциальным волнам, при этом мы получим не зависящие от угла радиальные функции {\displaystyle w_{\ell }(\eta ,\rho )}. Здесь и далее {\displaystyle \rho =kr}.
{\displaystyle \psi _{\vec {k}}({\vec {r}})={\frac {4\pi }{r}}\sum _{\ell =0}^{\infty }\sum _{m=-\ell }^{\ell }i^{\ell }w_{\ell }(\eta ,\rho )Y_{\ell }^{m}({\hat {r}})Y_{\ell }^{m\ast }({\hat {k}})\,.}
Каждый конкретный член разложения можно получить, найдя скалярное произведение волновой функции со сферической функцией, т. е.
{\displaystyle \psi _{k\ell m}({\vec {r}})=\int \psi _{\vec {k}}({\vec {r}})Y_{\ell }^{m}({\hat {k}})d{\hat {k}}=R_{k\ell }(r)Y_{\ell }^{m}({\hat {r}}),\qquad R_{k\ell }(r)=4\pi i^{\ell }w_{\ell }(\eta ,\rho )/r.}
Уравнение для парциальной волны {\displaystyle w_{\ell }(\eta ,\rho )} можно получить, записав гамильтониан в уравнении для кулоновских функций в сферических координатах и проецируя уравнение на сферическую функцию {\displaystyle Y_{\ell }^{m}({\hat {r}})}
{\displaystyle {\frac {d^{2}w_{\ell }}{d\rho ^{2}}}+\left(1-{\frac {2\eta }{\rho }}-{\frac {\ell (\ell +1)}{\rho ^{2}}}\right)w_{\ell }=0\,.}
Решения данного уравнения называются кулоновскими (парциальными) волновыми функциями или сферическими кулоновскими функциями. Если положить {\displaystyle z=-2i\rho }, то уравнение для кулоновских функций превратится в уравнение Уиттекера, поэтому кулоновские функции могут быть записаны в терминах функций Уиттекера с мнимыми аргументами {\displaystyle M_{-i\eta ,\ell +1/2}(-2i\rho )} и {\displaystyle W_{-i\eta ,\ell +1/2}(-2i\rho )}. Последнюю функцию можно выразить через конфлюэнтные гипергеометрические функции {\displaystyle M} и {\displaystyle U}. Для {\displaystyle \ell \in \mathbb {Z} } определим функции
{\displaystyle H_{\ell }^{(\pm )}(\eta ,\rho )=\mp 2i(-2)^{\ell }e^{\pi \eta /2}e^{\pm i\sigma _{\ell }}\rho ^{\ell +1}e^{\pm i\rho }U(\ell +1\pm i\eta ,2\ell +2,\mp 2i\rho )\,,}
где
{\displaystyle \sigma _{\ell }=\arg \Gamma (\ell +1+i\eta )}
называется кулоновской фазой рассеяния. Также можно определить действительные функции
{\displaystyle F_{\ell }(\eta ,\rho )={\frac {1}{2i}}\left(H_{\ell }^{(+)}(\eta ,\rho )-H_{\ell }^{(-)}(\eta ,\rho )\right)\,,}
{\displaystyle G_{\ell }(\eta ,\rho )={\frac {1}{2}}\left(H_{\ell }^{(+)}(\eta ,\rho )+H_{\ell }^{(-)}(\eta ,\rho )\right)\,.}
В частности,
{\displaystyle F_{\ell }(\eta ,\rho )={\frac {2^{\ell }e^{-\pi \eta /2}|\Gamma (\ell +1+i\eta )|}{(2\ell +1)!}}\rho ^{\ell +1}e^{i\rho }M(\ell +1+i\eta ,2\ell +2,-2i\rho )\,.}

График регулярной кулоновской функции F, построенный от 0 до 20 при наличии взаимодействий отталкивания и притяжения (построено в Mathematica 13.1)

Асимптотическое поведение кулоновских функций {\displaystyle H_{\ell }^{(\pm )}(\eta ,\rho )}, {\displaystyle F_{\ell }(\eta ,\rho )} и {\displaystyle G_{\ell }(\eta ,\rho )} при больших {\displaystyle \rho }
{\displaystyle H_{\ell }^{(\pm )}(\eta ,\rho )\sim e^{\pm i\theta _{\ell }(\rho )}\,,}
{\displaystyle F_{\ell }(\eta ,\rho )\sim \sin \theta _{\ell }(\rho )\,,}
{\displaystyle G_{\ell }(\eta ,\rho )\sim \cos \theta _{\ell }(\rho )\,,}
где
{\displaystyle \theta _{\ell }(\rho )=\rho -\eta \log(2\rho )-{\frac {1}{2}}\ell \pi +\sigma _{\ell }\,.}
Решения {\displaystyle H_{\ell }^{(\pm )}(\eta ,\rho )} соответствуют расходящейся и сходящейся сферическим волнам. Решения {\displaystyle F_{\ell }(\eta ,\rho )} and {\displaystyle G_{\ell }(\eta ,\rho )} являются действительными и называются регулярной и нерегулярной кулоновскими функциями.
Справедливо следующее разложение волновой функции {\displaystyle \psi _{\vec {k}}^{(+)}({\vec {r}})} по парциальным волнам
{\displaystyle \psi _{\vec {k}}^{(+)}({\vec {r}})={\frac {4\pi }{\rho }}\sum _{\ell =0}^{\infty }\sum _{m=-\ell }^{\ell }i^{\ell }e^{i\sigma _{\ell }}F_{\ell }(\eta ,\rho )Y_{\ell }^{m}({\hat {r}})Y_{\ell }^{m\ast }({\hat {k}})\,,}

## Свойства кулоновских функций
Радиальные функции с заданным угловым моментом ортогональны. При выборе нормировки на волновое число {\displaystyle k} радиальные функции континуума удовлетворяют
{\displaystyle \int _{0}^{\infty }R_{k\ell }^{\ast }(r)R_{k'\ell }(r)r^{2}dr=\delta (k-k')}
Другими часто встречающимися нормировками является нормировка на приведённое волновое число ({\displaystyle k/2\pi }-scale)
{\displaystyle \int _{0}^{\infty }R_{k\ell }^{\ast }(r)R_{k'\ell }(r)r^{2}dr=2\pi \delta (k-k')\,,}
и также нормировка на энергию
{\displaystyle \int _{0}^{\infty }R_{E\ell }^{\ast }(r)R_{E'\ell }(r)r^{2}dr=\delta (E-E')\,.}
Радиальные функции, определённые в предыдущем разделе, нормированы следующим образом
{\displaystyle \int _{0}^{\infty }R_{k\ell }^{\ast }(r)R_{k'\ell }(r)r^{2}dr={\frac {(2\pi )^{3}}{k^{2}}}\delta (k-k')}
как следствие нормировки
{\displaystyle \int \psi _{\vec {k}}^{\ast }({\vec {r}})\psi _{{\vec {k}}'}({\vec {r}})d^{3}r=(2\pi )^{3}\delta ({\vec {k}}-{\vec {k}}')\,.}
Кулоновские функции континуума (или рассеяния) также ортогональны по отношению ко всем связанным кулоновским состояниям
{\displaystyle \int _{0}^{\infty }R_{k\ell }^{\ast }(r)R_{n\ell }(r)r^{2}dr=0,}
так как являются собственными состояниями одного и того же эрмитова оператора (гамильтониана), имеющими разные собственные значения.